# Lars Vilks
Lars Vilks, właśc. Lars Endel Roger Vilks Lanat (ur. 20 czerwca 1946 w Helsingborgu, zm. 3 października 2021 w Markaryd) – szwedzki artysta malarz, rzeźbiarz, rysownik, wykładowca akademicki, teoretyk sztuki. Jeden z autorów karykatur Mahometa, które spowodowały liczne protesty muzułmanów i co najmniej jedną próbę jego zabójstwa.

## Życiorys

### Młodość i wykształcenie
Urodził się w Helsingborgu jako syn Szwedki i Łotysza. W 1987 zdobył stopień doktora historii sztuki na Uniwersytecie w Lund. W latach 1988–1997 pracował w norweskiej Narodowej Akademii Sztuki w Oslo. Od 1997 do 2003 wykładał teorię sztuki w Narodowej Akademii Sztuki w Bergen.

### Kariera artystyczna
Był artystą-samoukiem. W latach 70. XX wieku zajął się malarstwem zaś od 1984 skupił się na tworzeniu niepowtarzalnych rzeźb, które były jego znakiem rozpoznawczym. Pierwszą z rzeźb było Nimis. Należał do nurtu artystów konceptualnych, którzy bardziej niż na formie i treści swoich dzieł skupiają się na osobie samego artysty. Na wiosennej wystawie w Vikingsbergu zaprezentował jako dzieło sztuki samego siebie, zaś na jesiennej wystawie Stowarzyszenia Sztuki Skanii jako rzeźbę przedstawił swój samochód.

#### Nimis i Arx
W 1980 stworzył na terenie rezerwatu przyrody Kullaberg, położonego w Skanii, dwie gargantuiczne rzeźby, Nimis i Arx, zbudowane w całości z drewna wyrzuconego na brzeg przez morze. Obszar, na którym stoją rzeźby, został przez Vilksa w 1996 ogłoszony niepodległym państwem o nazwie Ladonia. Rzeźba Nimis została sprzedana Josephowi Beuysowi w celu obejścia szwedzkiego prawa budowlanego i uniknięcia procesu o budowę bez zezwolenia. Obecnie Nimis należy do innego artysty konceptualnego, Christo. Umowa kupna-sprzedaży dzieła jest obecnie eksponatem w Szwedzkim Muzeum Szkiców.

#### Krytyczny odbiór i zainteresowanie mediów
Vilks scharakteryzował swoje umiejętności w zakresie rzeźbiarstwa jako ograniczone, i choć jego artystyczne pomysły mogą być postrzegane jako charakterystyczne dla szwedzkich artystów konceptualnych jego pokolenia, przez większość swojej kariery pozostawał on niejako outsiderem szwedzkiej sztuki. Zarówno Vilks jako artysta, jak i jego dzieła są pomijane przez szwedzki establishment artystyczny, który twierdzi, że sztuka Vilksa nie jest interesująca i postrzega ją jedynie jako prowokację. Jedną z niewielu jego prac, które zostały włączone do zbiorów, jest mierząca 160 cm wysokości i ważąca tonę betonowa rzeźba Omphalos, która należy do Moderna Museet.
Jego długotrwały konflikt z różnymi władzami, spowodowany jego działalnością artystyczną na terenie rezerwatu przyrody Kullaberg, gdzie znajdują się Nimis, Arx i Ladonia spowodowały zainteresowanie mediów, które opisały jego prace jako „stworzone, by prowokować”. Sam Vilks, jako teoretyk sztuki, opisywał swoje prace w drugiej i trzeciej osobie. Różne prace Vilksa, jego działania, działania władz, z którymi artysta znajduje się w konflikcie, uwaga mediów wokół niego zostały w całości zebrane w Gesamtkunstwerk. Lars Vilks opisywał siebie w swoim krytycznym wyobrażeniu religii jako „grzesznika równych możliwości”. Poza swoimi wyobrażeniami Mahometa, często rysował Jezusa jako pedofila.

### Śmierć
Zginął 3 października 2021 w wypadku samochodowym. Cywilny samochód policyjny, którym podróżował wraz z dwójką funkcjonariuszy zderzył się z ciężarówką na drodze E4 niedaleko Markaryd w Szwecji, po czym stanął w płomieniach. Cała trójka poniosła śmierć na miejscu zdarzenia. Vilks miał ochronę policyjną od 2007, po tym jak po opublikowaniu jego rysunków  przedstawiających psa z głową proroka Mahometa stał się obiektem gróźb i udaremnionych prób zamachu.

## Publikacje
- (1987) Konst och konster (in Swedish; dissertation), Malmö: Wedgepress & Cheese, ISBN 91-85752-57-6.
- (1993) Att läsa Arx (in Swedish), Nora: Nya Doxa, ISBN 91-88248-43-7.
- (1993) Arx: en bok om det outsägliga (in Swedish), Nora: Nya Doxa, ISBN 91-88248-47-X.
- (1994) Nimis och Arx (in Swedish), Nora: Nya Doxa, ISBN 91-88248-50-X.
- (1995) Konstteori: kameler går på vatten (in Swedish), Nora: Nya Doxa, ISBN 91-88248-94-1.
- (1999) Det konstnärliga uppdraget?: en historia om konsthistoria, kontextkonst och det metafysiska överskottet (in Swedish), Nora: Nya Doxa, ISBN 91-578-0331-5.
- (2002) T.O.A.: [teori om allting] (in Swedish), Malmö: Galleri 21, ISBN 91-631-2330-4.
- (2003) Myndigheterna som konstnärligt material: den långa historien om Nimis, Arx, Omfalos och Ladonien (in Swedish), Nora: Nya Doxa, ISBN 91-578-0429-X (hardback).
- (2004) Spartips: 34 tips för konstnärer, kommuner, vissa obemedlade samt underbetalda (in Swedish), Nora: Nya Doxa, ISBN 91-578-0451-6.
- (2005) Hur man blir samtidskonstnär på tre dagar: handbok med teori (in Swedish; co-author: Martin Schibli), Nora: Nya Doxa, ISBN 91-578-0459-1.
- Lars Vilks, ART: den institutionella konstteorin, konstnärlig kvalitet, den internationella samtidskonsten, Nora: Nya Doxa, 2011, ISBN 978-91-578-0590-4, OCLC 761133909. Brak numerów stron w książce